# カリュドンのイノシシを狩るアタランテとメレアグロス
『カリュドンのイノシシを狩るアタランテとメレアグロス』（カリュドンのイノシシをかるアタランテとメレアグロス、西: Atalanta y Meleagro cazando el jabalí de Calidón、英: Atalanta and Meleager hunting the Calydonian Boar）は、フランドルのバロック期の巨匠ピーテル・パウル・ルーベンスが1635-1640年にキャンバス上に油彩で制作した風景画である。主題は、オウィディウスの『変身物語』 (第8巻260-444) から採られている「カリュドンのイノシシ狩り」である。ルーベンスが生前に所有していた絵画で、1640年の画家の死後にフェリペ4世により購入され、スペインの王室コレクションに入った。現在は、マドリードのプラド美術館に所蔵されている。

## 作品

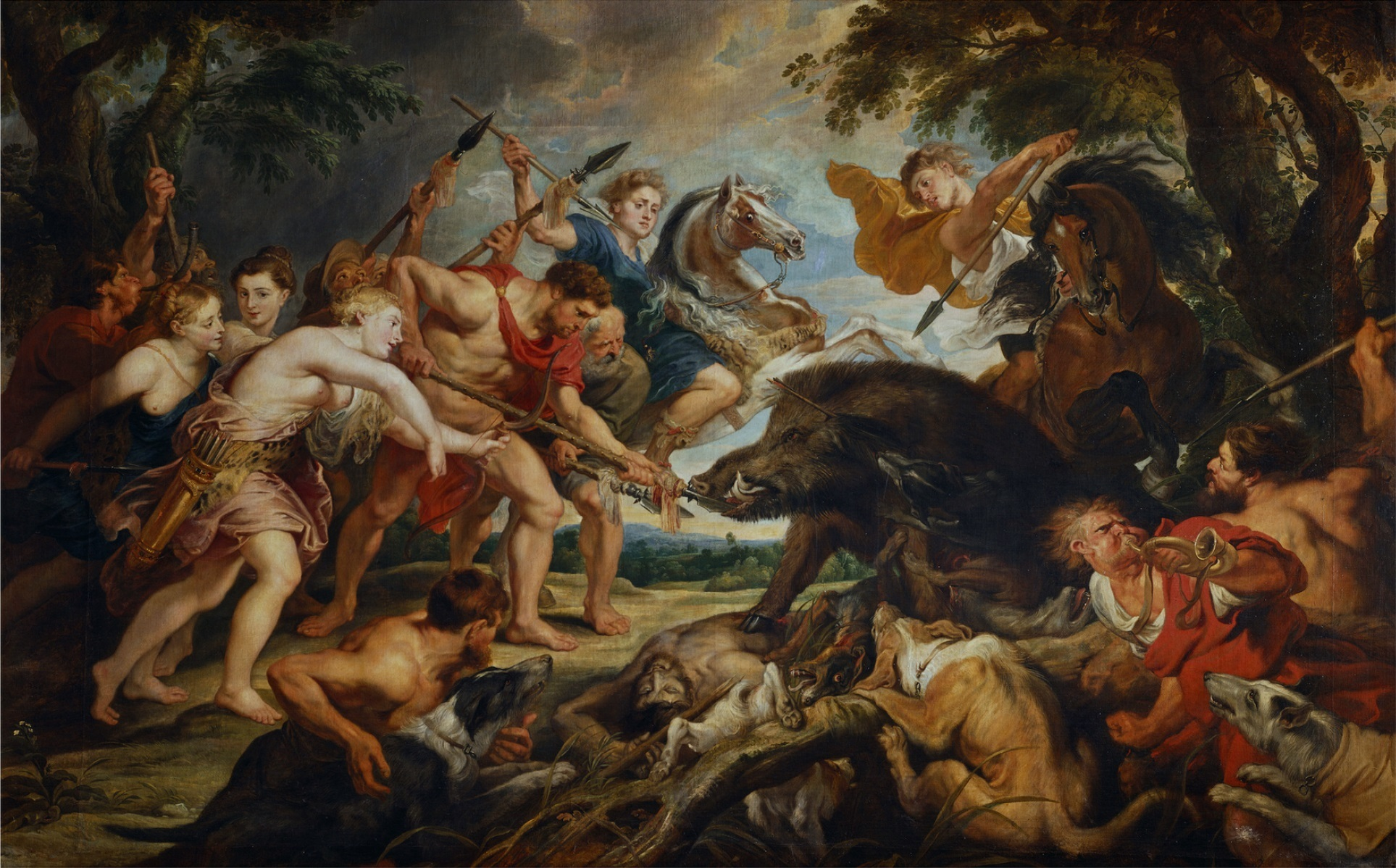
ピーテル・パウル・ルーベンス『カリュドンのイノシシ狩り』 (1617-1628年)、美術史美術館、ウィーン

収穫祭の折に、カリュドンのオイネウス王は狩りの女神アルテミスに生贄を捧げることを怠った。そこで、彼女は罰としてカリュドンに獰猛なイノノシを送る。イノシシは田畑を荒らし、人々を苦しめたため、ギリシア中から女狩人アタランテ、彼女の従兄弟の双子の兄弟カストールとポリュデウケースなどの勇士が集められ、王の息子メレアグロスとともにイノシシ狩りが行われることになった。褒美はイノシシの頭とその毛皮であった。狩りが始まり、イノシシは猛り狂って突進してきた。しかし、アタランテが果敢に放った矢がイノシシの背に突き刺さり、メレアグロスが動きの鈍ったイノシシに槍を突き刺し、とどめを刺す。
古代文学の完璧な知識を持っていたルーベンスは、オウィディウスの物語を忠実に描いている。表されているのは物語のクライマックスの場面である。画面前景に人物が配置され、鑑賞者の視線は中央のアタランテへと導かれる。彼女はイノシシに致命傷を負わせたところであり、犬がイノシシに襲いかかっている。彼女の従兄弟のカストールとポリュデウケースが左端から登場し、右側には長い槍を持ったメレアグロスが見える。ルーベンスの作品に典型的に見られるように、本作は、葦のある風景を左側からの光源のある大きな眺望として描いている。一方、この作品ではほかの作品に見られる自然主義的感覚を放棄し、主題にふさわしい詩的で牧歌的な情景を創造している。ルーベンスは、古代石棺の浮彫とジュリオ・ロマーノの素描をこの作品のインスピレーションとした。
なお、ウィーンの美術史美術館には、ルーベンスの同主題作『カリュドンのイノシシ狩り』が収蔵されている。